# Love and Lies
Love and Lies (恋と嘘, Koi to Uso, litt. « Amour et Mensonges »), stylisé aussi Love & Lies, est un manga écrit par Musawo (également appelé Musawo Tsumugi (紬木 ムサヲ, Tsumugi Musawo)). La série suit l'histoire d'un jeune garçon et de ses sentiments pour une fille dont il est amoureux depuis longtemps, alors qu'une autre fille lui a été assignée par le gouvernement pour devenir sa femme. Le manga est prépublié en ligne dans plusieurs langues par Kōdansha via l'application mobile Manga Box de DeNA depuis août 2014.
Produite par Liden Films, une adaptation en série télévisée d'animation est diffusée au Japon entre le 3 juillet et le 18 septembre 2017,. Un film live-action est sorti le 14 octobre 2017 au Japon,.

## Intrigue
Dans un proche avenir, les enfants atteignant leur 16 ans sont assignés par le gouvernement japonais à un partenaire en fonction du calcul de compatibilité, afin d'augmenter le taux de natalité du pays. Ceux qui ne suivent pas les règles du gouvernement d'aller avec leur partenaire assigné subissent des pénalités sévères. Yukari Nejima a finalement avoué son amour de longue date à sa camarade d'école Misaki Takasaki et découvre qu'elle l'aimait également. Cependant, à l'âge de 16 ans, il est assigné avec une autre fille, Ririna Sanada. Ririna n'est pas très heureuse d'être assignée, et est très disposée de laisser Yukari avoir une relation libre avec Misaki afin qu'elle puisse apprendre ce qu'est vraiment l'amour. L'histoire suit l'aventure de ces adolescents alors qu'ils essayent de se rapprocher les uns des autres tout en conservant les apparences avec le gouvernement…

## Personnages
Yukari Nejima (根島 由佳吏, Nejima Yukari)
Voix japonaise : Ryōta Ōsaka,,
Yukari est amoureux de sa camarade de classe Misaki Takasaki depuis la CM2. Avant son 16e anniversaire, il avoue ses sentiments à Misaki qui, apparemment, se sont avérés être mutuels. Il aime étudier les tumuli japonais appelés kofun. Il semble également avoir des sentiments pour Ririna, sa future femme choisie par le gouvernement. Il a une petite sœur.
Misaki Takasaki (高崎 美咲, Takasaki Misaki)
Voix japonaise : Kana Hanazawa,,
Le premier amour de Yukari qui est également amoureuse de lui. Malgré la réciprocité de leurs sentiments, elle le pousse à accepter l'assignation de sa partenaire par le gouvernement et à entamer une relation avec Ririna, ce qui lui fait adopter des comportements étrangement contradictoires. Pour une certaine raison, elle est plutôt froide envers Nisaka.
Ririna Sanada (真田 莉々奈, Sanada Ririna)
Voix japonaise : Yui Makino,,
La partenaire arrangée de Yukari qui fréquente une école pour filles. Elle est toujours seule à l'école et ne s'entend pas avec ses camarades de classe, qui la surnomment souvent « ver solitaire » (サナダムシ, Sanadamushi). Bien qu'elle soit affectée pour être la femme de Yukari, elle est consciente des sentiments réciproque entre Yukari et Misaki et accepte de les aider à tenter de former un couple heureux en encourageant ce dernier à embrasser Misaki au moins une fois par jour. Néanmoins, ses sentiments pour Yukari apparaissent au fur et à mesure que l'histoire avance.
Yūsuke Nisaka (仁坂 悠介, Nisaka Yūsuke)
Voix japonaise : Shinnosuke Tachibana,,
Le meilleur ami de Yukari qui est encore entouré de mystère. Il prend conscience de la relation entre Yukari et les filles. En dépit d'être très populaire auprès des filles, il a des sentiments envers Yukari.
Motoi Yajima (矢嶋 基, Yajima Motoi)
Voix japonaise : Kishō Taniyama,,
Un jeune homme travaillant pour le ministère de la Santé, du Travail et des Affaires sociales au Japon qui est chargé de notifier Yukari de son assignation par le gouvernement.
Kagetsu Ichijō (一条 花月, Ichijō Kagetsu)
Voix japonaise : Tomoyo Kurosawa,,
La collègue de Motoi, elle est indifférente et sérieuse dans l'exécution de ses tâches.
Shū Igarashi (五十嵐 柊, Igarashi Shū)
Voix japonaise : Eri Kitamura,,
La meilleure amie de Misaki depuis le collège qui semble connaître la raison du changement soudain de partenaire de Yukari.

## Production et supports

### Manga
La prépublication de la série, par l'éditeur Kōdansha, débute en ligne via l'application mobile Manga Box de DeNA et dans plusieurs langues le 10 août 2014. La série compte treize volumes tankōbon, le douzième étant en fait décliné en deux versions dites "Misaki" et "Ririna", sorties simultanément, qui offrent deux conclusions différentes à la série. La version française est publiée par Pika Édition depuis novembre 2016.

#### Liste des volumes
| no | Japonais          | Japonais                                                                  | Français        | Français          |
| no | Date de sortie    | ISBN                                                                      | Date de sortie  | ISBN              |
| --- | ----------------- | ------------------------------------------------------------------------- | --------------- | ----------------- |
| 1 | 9 janvier 2015    | 978-4-06-395284-1                                                         | 2 novembre 2016 | 978-2-8116-3085-0 |
| Liste des chapitres : - Chapitre 01 : Premier amour (初恋, Hatsukoi) - Chapitre 02 : Un petit mensonge (小さな嘘, Chiisana uso) - Chapitre 03 : Histoire d'amour (恋の話, Koi no hanashi) - Chapitre 04 : Un baiser mensonger (嘘の口づけ, Uso no kuchizuke) - Chapitre 04.5 : L'Amour d'un ami (Inédit) (友達の恋（特別描き下ろし）, Tomodachi no koi (Tokubetsu kaki oroshi)) |                   |                                                                           |                 |                   |
| 2 | 9 juin 2015       | 978-4-06-395416-6                                                         | 4 janvier 2017  | 978-2-8116-3086-7 |
| Liste des chapitres : - Chapitre 05 : Mensonge à un ami (友達への嘘, Tomodachi e no uso) - Chapitre 06 : La Science de l'Amour (恋の科学, Koi no kagaku) - Chapitre 07 : Un curry au goût de mensonge (嘘のカレー, Uso no karē) - Chapitre 08 : Un amour risqué (命がけの恋, Inochigake no koi) - Chapitre 09 : Le cœur, lui, ne ment pas (心に嘘はつけない, Kokoro ni uso wa tsukenai) |                   |                                                                           |                 |                   |
| 3 | 9 novembre 2015   | 978-4-06-395546-0                                                         | 1er mars 2017   | 978-2-8116-3087-4 |
| Liste des chapitres : - Chapitre 10 : Les Vagues de l'Amour (恋の波紋, Koi no hamon) - Chapitre 10.5 : Se mentir à soi-même (自分への嘘, Jibun e no uso) - Chapitre 11 : Là où l'amour est réuni (恋の集まる場所, Koi no atsumaru basho) - Chapitre 12 : Déceler le vrai du faux (嘘の選別, Uso no senbetsu) - Chapitre 13 : Forcés d'aimer (恋を強いる檻, Koi o shiiru ori) - Chapitre 14 : Un mensonge silencieux (無言の嘘, Mugon no uso) - Épisode bonus : Trésor (たからもの, Takaramono) |                   |                                                                           |                 |                   |
| 4 | 9 mai 2016        | 978-4-06-395664-1                                                         | 3 mai 2017      | 978-2-8116-3451-3 |
| Liste des chapitres : - Chapitre 15 : Conseil en amour (ちょっとだけ昔の恋の話, Chotto dake mukashi no koi no hanashi) - Épisode bonus : Misaki Takasaki, 14 ans (高崎美咲14歳, Takasaki Misaki 14-sai) - Chapitre 16 : D'honnêtes sentiments (嘘のない想い, Uso no nai omoi) - Chapitre 17 : La Philosophie de l'Amour (恋の哲学, Koi no tetsugaku) - Chapitre 18 : Un scintillement invraisemblable (嘘みたいな煌めきで, Uso mitaina kirameki de)                                            |                   |                                                                           |                 |                   |
| 5 | 9 novembre 2016,  | 978-4-06-395792-1 (édition standard) 978-4-0636-2346-8 (édition spéciale) | 28 juin 2017    | 978-2-8116-3602-9 |
| Liste des chapitres : - Chapitre 19 : Un amour auquel se vouer entièrement (すべてを捧げる恋, Subete o sasageru koi) - Chapitre 20 : Même un mensonge (嘘でもいいから, Usodemoiikara) - Chapitre 21 : Témoin d'une passion (恋の目撃者, Koi no mokugeki-sha) - Chapitre 22 : La Distance d'un mensonge (嘘の距離感, Uso no kyori-kan) |                   |                                                                           |                 |                   |
| 6 | 9 juin 2017,      | 978-4-06-395952-9 (édition standard) 978-4-06-510065-3 (édition spéciale) | 2 novembre 2017 | 978-2-8116-3765-1 |
| Liste des chapitres : - Chapitre 23 : Au sujet de l'être aimé (恋した相手は, Koi shita aite wa) - Chapitre 24 : Un mensonge lié à la vérité (真実に繋がる嘘, Shinjitsu ni tsunagaru uso) - Chapitre 25 : La Chaîne de l'Amour (恋の鎖, Koi no kusari) - Chapitre 26 : Laisser parler le cœur (嘘のない想いを, Uso no nai omoi o) |                   |                                                                           |                 |                   |
| 7 | 9 avril 2018,     | 978-4-06-510382-1 (édition standard) 978-4-06-511611-1 (édition spéciale) | 17 octobre 2018 | 978-2-8116-4330-0 |
| Liste des chapitres : - Chapitre 27 : Amoureux d'une étoile (星に恋して, Hoshi ni koishite) - Chapitre 28 : Un mensonge prévu d'avance (予告された嘘, Yokoku sa reta uso) - Chapitre 29 : La Responsabilité de l'Amour (恋心の責任, Koigokoro no sekinin) - Chapitre 29.5 : Le Mensonge d'un ami (友達の嘘, Tomodachi no uso) |                   |                                                                           |                 |                   |
| 8 | 16 novembre 2018, | 978-4-06-513246-3 (édition standard) 978-4-06-397037-1 (édition limitée)  | 22 mai 2019     | 978-2-8116-4881-7 |
| EXTRA : L'édition limitée de ce volume est comprise avec un OAD,.Liste des chapitres : - Chapitre 30 : Un amour normal (普通の恋, Futsū no koi) - Chapitre 31 : Les Limites des mensonges (嘘の限界, Uso no genkai) - Épisode bonus : Dans l'attente de l'amour (恋を待つ少女, Koi o matsu shōjo) |                   |                                                                           |                 |                   |
| 9 | 9 juillet 2019,   | 978-4-06-515497-7 (édition standard) 978-4-06-517035-9 (édition spéciale) | 14 octobre 2020 | 978-2-8116-5481-8 |
| EXTRA : L'édition spéciale de ce volume est comprise avec un livret.Liste des chapitres : - Chapitre 32 : Uso ga hajimatta hi (嘘が始まった日, litt. « Le jour où le mensonge a commencé ») - Chapitre 33 : Koisuru tada no otokonoko (恋するただの男の子, litt. « Juste un garçon amoureux ») |                   |                                                                           |                 |                   |
| 10 | 9 mars 2020,      | 978-4-06-518719-7 (édition standard) 978-4-06-518880-4 (édition spéciale) | 5 mai 2021      | 978-2-8116-6112-0 |
| EXTRA : L'édition spéciale de ce volume est comprise avec des stickers muraux. |                   |                                                                           |                 |                   |
| 11 | 9 décembre 2020,  | 978-4-06-521669-9 (édition standard) 978-4-06-521670-5 (édition spéciale) | 18 mai 2022     | 978-2-8116-6978-2 |
| EXTRA : L'édition spéciale de ce volume est comprise avec un livret. |                   |                                                                           |                 |                   |
| 12 | 7 janvier 2022,   | 978-4-06-526395-2 (édition Misaki) 978-4-06-526394-5 (édition Ririna)     | 28 juin 2023    |                   |

### Anime
Une adaptation en anime de 12 épisodes de 24 minutes, réalisée par Seiki Takuno au studio d'animation Liden Films, a été annoncée et diffusée entre le 3 juillet et le 18 septembre 2017 sur Tokyo MX, tvk, SUN, KBS et BS11,,,,,. Wakanim détient les droits de diffusion en simulcast dans les pays francophones. Eri Kitamura est responsable de la narration de l'anime.
Le groupe de rock Frederic interprète le générique d'introduction intitulé Kanashii Ureshii (かなしいうれしい, litt. « Triste et Heureux ») tandis que le groupe Roy interprète le générique de fin intitulé Can't You Say (litt. « Tu ne peux pas dire »),.
Un OAD a été annoncée par une bande enveloppante présente sur le septième volume du manga et des romans lors de leurs sorties le 9 avril 2018. Celui-ci est prévu avec l'édition limitée du huitième volume pour le 16 novembre 2018,. Deux épisodes sont compris dedans, Isshō no Koi (一生の恋, litt. « L'Amour d'une vie ») a été spécialement écrit par Musawo tandis que Koi no Kimochi (恋の気持ち, litt. « Sentiments d'amour ») adapte l'histoire du livret inclus avec l'édition limitée du cinquième volume de la série lors de sa sortie en 2016.

#### Liste des épisodes
| No   | Titre français                       | Titre japonais     | Titre japonais          | Date de 1re diffusion |
| No   | Titre français                       | Kanji              | Rōmaji                  | Date de 1re diffusion |
| ---- | ------------------------------------ | ------------------ | ----------------------- | --------------------- |
| 1    | Premier amour                        | 初恋               | Hatsukoi                | 3 juillet 2017        |
| 2    | Un petit mensonge                    | 小さな嘘           | Chiisana uso            | 10 juillet 2017       |
| 3    | Un amour inaperçu                    | 見落とされた恋     | Miotosareta koi         | 17 juillet 2017       |
| 4    | La Science de l'amour                | 恋の科学           | Koi no kagaku           | 24 juillet 2017       |
| 5    | Un amour risqué                      | 命がけの恋         | Inochigake no koi       | 31 juillet 2017       |
| 6    | Forcés d'aimer                       | 恋を強いる檻       | Koi o shiiru ori        | 7 août 2017           |
| 7    | Un mensonge silencieux               | 無言の嘘           | Mugon no uso            | 14 août 2017          |
| 8    | D’honnêtes sentiments                | 嘘のない想い       | Uso no nai omoi         | 21 août 2017          |
| 9    | Un scintillement invraisemblable     | 嘘みたいな煌めきで | Uso mitaina kirameki de | 28 août 2017          |
| 10   | Un amour auquel se vouer entièrement | すべてを捧げる恋   | Subete o sasageru koi   | 4 septembre 2017      |
| 11   | Même un mensonge                     | 嘘でもいいから     | Usodemoiikara           | 11 septembre 2017     |
| 12   | Love & Lies                          | 恋と嘘             | Koi to Uso              | 18 septembre 2017     |
| OAV1 | L'Amour d'une vie                    | 一生の恋           | Isshō no koi            | 16 novembre 2018      |
| OAV2 | Sentiments d'amour                   | 恋の気持ち         | Koi no kimochi          | 16 novembre 2018      |

### Film en prise de vues réelles
Une adaptation en film en prise de vues réelles est sorti le 14 octobre 2017; le contexte de l'histoire reste identique à celui du manga original mis à part au niveau des personnages, où au lieu d'avoir un triangle amoureux entre un garçon et deux filles, on y retrouve une fille et deux garçons. Le film a pour vedettes Aoi Morikawa jouant le rôle d'Aoi Nisaka, l'héroïne principale; Takumi Kitamura en tant que Yūto Shiba, l'ami d'enfance d'Aoi; et Kanta Satō a le rôle de Sōsuke Takachino, le partenaire arrangé d'Aoi. Le film sera dirigé par Takeshi Furusawa et le scénario réalisé par Erika Yoshida,,,,.
Yoshimi Tokui joue le rôle de Daisuke Yotsuyan, le magnifique oncle d'Aoi qui travaille comme modèle. Nana Asakawa du groupe d'idoles SUPER☆GiRLS et Momoko Tanabe sont respectivement Konatsu et Akiho, deux camarades de classe d'Aoi et de Yūto. Yōichi Nukumizu joue le rôle d'un employé qui travaille dans un magasin de crêpes qu'Aoi et Yūto fréquentent. Hoka Kinoshita et Hiroko Nakajima interprètent respectivement le rôle du père et de la mère de Sōsuke, qui se sont légalement mariés avec l'arrangement du gouvernement. Rieko Miura a le rôle de la mère d'Aoi et Shōzō Endō celui du père d'Aoi, qui ont été également arrangés par le gouvernement.
La chanson thème du film est une reprise de la chanson Hello de Masaharu Fukuyama par Shōgo Sakamoto.

#### Distribution
| Personnage        | Acteur/Actrice  |
| ----------------- | --------------- |
| Aoi Nisaka        | Aoi Morikawa    |
| Yūto Shiba        | Takumi Kitamura |
| Sōsuke Takachiho  | Kanta Satō      |
| Daisuke Yotsuyan  | Yoshimi Tokui   |
| Konatsu           | Nana Asakawa    |
| Akiho             | Momoko Tanabe   |
| Vendeur de crêpes | Yōichi Nukumizu |
| M. Takachino      | Hoka Kinoshita  |
| Mme Takachino     | Hiroko Nakajima |
| Mme Nisaka        | Rieko Miura     |
| M. Nisaka         | Shōzō Endō      |

## Réception
Les volumes tankōbon du manga ont été souvent classés parmi le classement hebdomadaire des 50 meilleurs bandes dessinées de l'Oricon. Le second volume a atteint la 16e place, le troisième volume à la 6e place, le quatrième tome à la 5e place et le cinquième volume à la 15e place. Manga Box avait signalé que Love & Lies était leur œuvre la plus populaire avec 3,5 millions de lecteurs, un mois après le lancement du manga en août 2014.
Le film live-action de Love & Lies a démarré à la 10e place du box-office japonais lors du weekend de sa sortie.

### Œuvres
Édition japonaise
Koi to Uso
1. 1 2  (ja) « 恋と嘘１ », sur Kōdansha (consulté le 2 mai 2017)
2. 1 2  (ja) « 恋と嘘２ », sur Kōdansha (consulté le 2 mai 2017)
3. 1 2  (ja) « 恋と嘘３ », sur Kōdansha (consulté le 2 mai 2017)
4. 1 2  (ja) « 恋と嘘４ », sur Kōdansha (consulté le 2 mai 2017)
5. 1 2  (ja) « 恋と嘘５ », sur Kōdansha (consulté le 2 mai 2017)
6. 1 2  (ja) « 恋と嘘（５）特装版 », sur Kōdansha (consulté le 2 mai 2017)
7. 1 2  (ja) « 恋と嘘６ », sur Kōdansha (consulté le 3 juin 2017)
8. 1 2  (ja) « 恋と嘘（６）特装版 », sur Kōdansha (consulté le 3 juin 2017)
9. 1 2  (ja) « 恋と嘘７ », sur Kōdansha (consulté le 8 avril 2018)
10. 1 2  (ja) « 恋と嘘（７）特装版 », sur Kōdansha (consulté le 8 avril 2018)
11. 1 2  (ja) « 恋と嘘８ », sur Kōdansha (consulté le 12 novembre 2018)
12. 1 2  (ja) « ＤＶＤ付き　恋と嘘（８）限定版 », sur Kōdansha (consulté le 26 novembre 2018)
13. 1 2  (ja) « 恋と嘘９ », sur Kōdansha (consulté le 12 novembre 2018)
14. 1 2  (ja) « 恋と嘘（９）特装版 », sur Kōdansha (consulté le 26 novembre 2018)
15. 1 2  (ja) « 恋と嘘１０ », sur Kōdansha (consulté le 27 février 2020)
16. 1 2  (ja) « 恋と嘘（１０）特装版 », sur Kōdansha (consulté le 27 février 2020)
17. 1 2  (ja) « 恋と嘘１１ », sur Kōdansha (consulté le 27 février 2020)
18. 1 2  (ja) « 恋と嘘（１１）特装版 », sur Kōdansha (consulté le 27 février 2020)
19. 1 2  (ja) « 恋と嘘（１２）美咲編 », sur Kōdansha (consulté le 18 janvier 2022)
20. 1 2  (ja) « 恋と嘘（１２）莉々奈編 », sur Kōdansha (consulté le 18 janvier 2022)

Édition française
Love & Lies
1. 1 2  « LOVE & LIES T01 », sur Pika Édition (consulté le 2 mai 2017)
2. 1 2  « LOVE & LIES T02 », sur Pika Édition (consulté le 2 mai 2017)
3. 1 2  « LOVE & LIES T03 », sur Pika Édition (consulté le 2 mai 2017)
4. 1 2  « LOVE & LIES T04 », sur Pika Édition (consulté le 2 mai 2017)
5. 1 2  « LOVE & LIES T05 », sur Pika Édition (consulté le 2 mai 2017)
6. 1 2  « LOVE & LIES T06 », sur Pika Édition (consulté le 21 juin 2017)
7. 1 2  « LOVE & LIES T07 », sur Pika Édition (consulté le 18 août 2018)
8. 1 2  « LOVE & LIES T08 », sur Pika Édition (consulté le 25 juin 2019)
9. 1 2  « LOVE & LIES T09 », sur Pika Édition (consulté le 25 juin 2019)
10. 1 2  « LOVE & LIES T10 », sur Pika Édition (consulté le 25 juin 2019)
11. 1 2  « LOVE & LIES T11 », sur Pika Édition (consulté le 18 janvier 2022)